# Casio
Casio Computer Co., Ltd. (カシオ計算機株式会社, Kashio Keisanki Kabushiki gaisha) é uma empresa multinacional de origem japonesa com sede em Shibuya, Tóquio fundada em 1946 pelo engenheiro Tadao Kashio. É conhecida pelos seus produtos eletrônicos como relógios de pulso, calculadoras, câmeras digitais e dicionários eletrônicos.

## História
Seu primeiro produto lançado não foi eletrônico. Trata-se do cachimbo yubiwa, que era um anel onde era possível encaixar um cigarro aceso. Por curiosidade, o produto se tornou um grande sucesso, pois permitia fumar os cigarros por completo, além de deixar as mãos do fumante livres para trabalhar. Estas características eram importantes no Japão depois da Segunda Guerra Mundial, pois o preço dos cigarros era muito alto.
Em 1949 passou a investir os lucros obtidos com o cachimbo yubiwa para desenvolver calculadoras. Em 1954 passou a produzir calculadoras eletro-mecânicas do tamanho de mesas pelo preço de 485.000 ienes. Foi a primeira empresa a produzir uma calculadora elétrica compacta em 1957. No mesmo ano foi criada a Casio Computer Co. Ltd.
Os produtos começaram a ganhar popularidade nos Estados Unidos e Kashio começa a exporta-los nos anos 70. Em 1972 Casio lança o primeiro Casio Palm mini. E dando continuidade ao segmento eletrônico, Casio lança em 1975 Casiotron, um relógio digital capaz de mostrar ano, mês, data, hora, minutos e segundos. Nesta mesma época, Casio abre uma subsidiária no Reino Unido.
Em 1980 a companhia lançou Casiotone 201, um instrumento eletrônico musical. Nos anos 90 a empresa começa a comercializar LCDs (Displays de Cristal Líquido) e em 1995 lança primeira câmera digital.
Em 2000 a empresa lança a primeira câmera embutida em relógio de pulso. E em 2002 a companhia entra definitivamente no mercado europeu com abertura do escritório na Alemanha, começando suas operações. Em 2004 a Casio e a Hitachi fundaram a Casio Hitachi Mobile Communications, uma joint ventura focada em produção de celulares. Durante o mesmo ano a empresa produziu suas primeiras lentes usando cerâmicas transparentes que possibilita a criação do zoom de lentes para as câmeras.
Em 2006 Casio abre uma subsidiária responsável por vendas e marketing de câmeras e relógios na Espanha chamada Casio Espana. E no mesmo ano outra subsidiária em Miami, Flórida, (Estados Unidos) responsável pelo mercado da América Latina. Em abril de 2008, a subsidiária Casio México Marketing, S. de R. L. de C.V. foi aberta. E em setembro do mesmo ano, Casio também marca território na Rússia.
Em janeiro de 2009 Casio inaugurou uma nova subsidiária no Brasil, responsável apenas por vendas no Brasil, chamada Casio Brasil Comércio de Produtos Eletrônicos LTDA, localizada em São Paulo, Brasil. No mesmo ano a companhia também iniciou mesmo processo na Itália, com a Casio Itália S.r.l..
Com aumento de demanda no mercado emergente da América Latina, Casio decidiu fechar o escritório em Miami que era responsável pelo mercado da América Latina e juntar suas operações todas no Brasil, São Paulo. Desde outubro de 2011, o escritório de São Paulo acumulou funções para o mercado Latino Americano por completo.
Ex-CEO e um dos fundadores da Casio, Kazuo Kashio, morre aos 89 anos.

## Produtos
A empresa está dividida em dois segmentos: eletrônicos e componentes eletrônicos. A parte de eletrônicos se trata de produtos para o consumidor que é composta de câmeras digitais compactas, dicionários eletrônicos, calculadoras, relógios, instrumentos eletrônicos musicais assim como etiquetadoras. A divisão de relógios, por exemplo, conta com marcas consolidadas como G-Shock, Baby-G, Oceanus e Edifice. Já o segmento de componentes eletrônicos abrange soluções como caixas registradoras, impressoras de mesa e projetores para escritórios.
São marcas da empresa as câmeras Exilim, pianos digitais Privia, projetores PRO, os relógios G-Shock, Baby-G, Sheen e ProTrek. E a calculadora PRIZM.

### Relógios

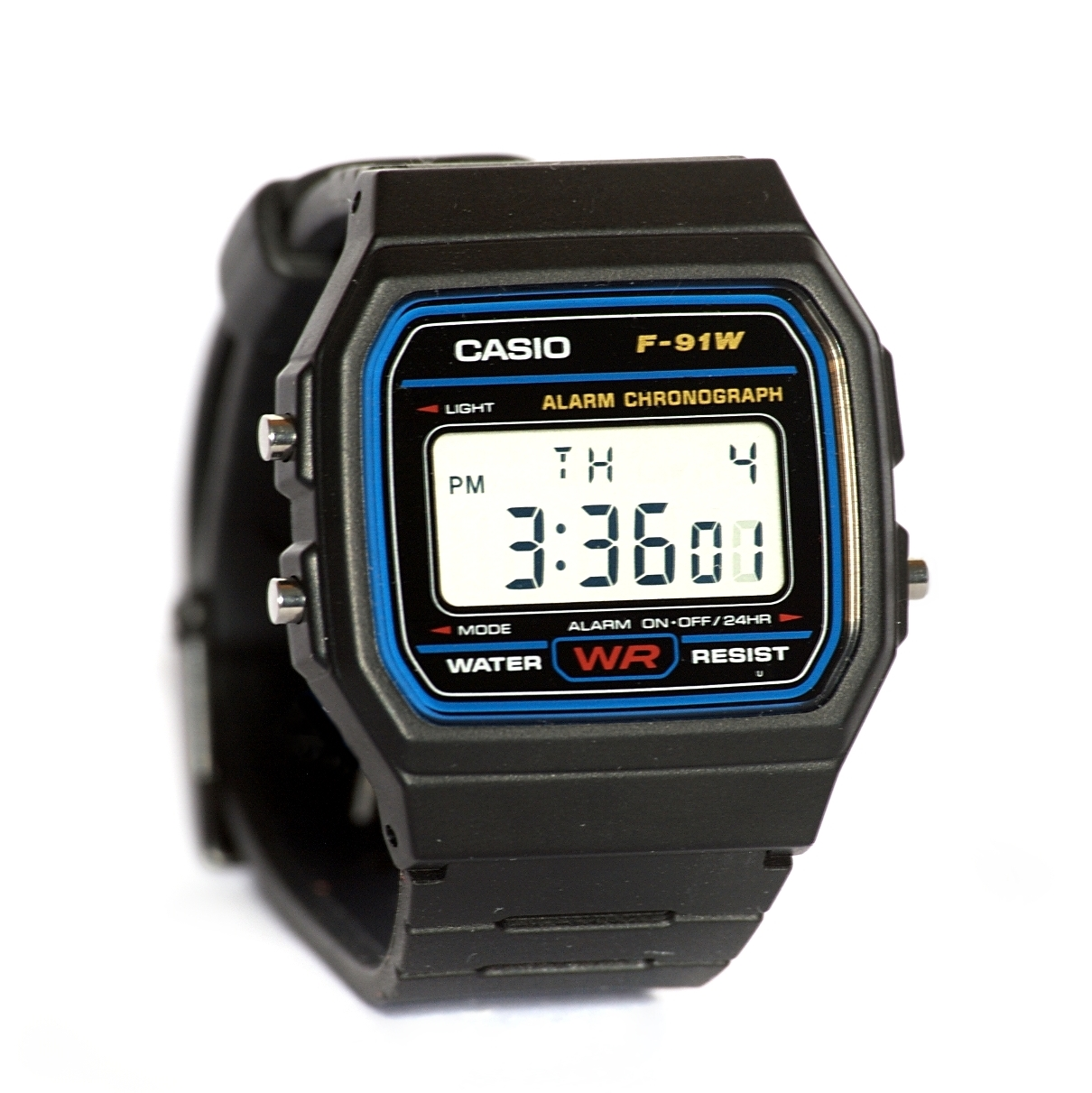
Relógio de pulso digital Casio F91W.

Na década de 1980, a empresa se tornou conhecida pela variedade de modelos de seus relógios de pulso. Foi também uma das primeiras fabricantes de relógios a quartz, digitais e analógicos. Também começou a vender relógios com calculadora durante este tempo. Foi uma das pioneiras na fabricação de relógios que podem exibir as horas em diferentes fusos horários e relógios com temperatura, pressão atmosférica, altitude e até mesmo exibição da posição GPS. 

A empresa é conhecida por seus diferentes modelos de relógios e influencia o mercado com tendências. Além da linha de relógios com a marca tradicional Casio, criou também as linhas G-Shock, Baby-G, Edifice, Sheen e Pro Trek. 

#### G-Shock

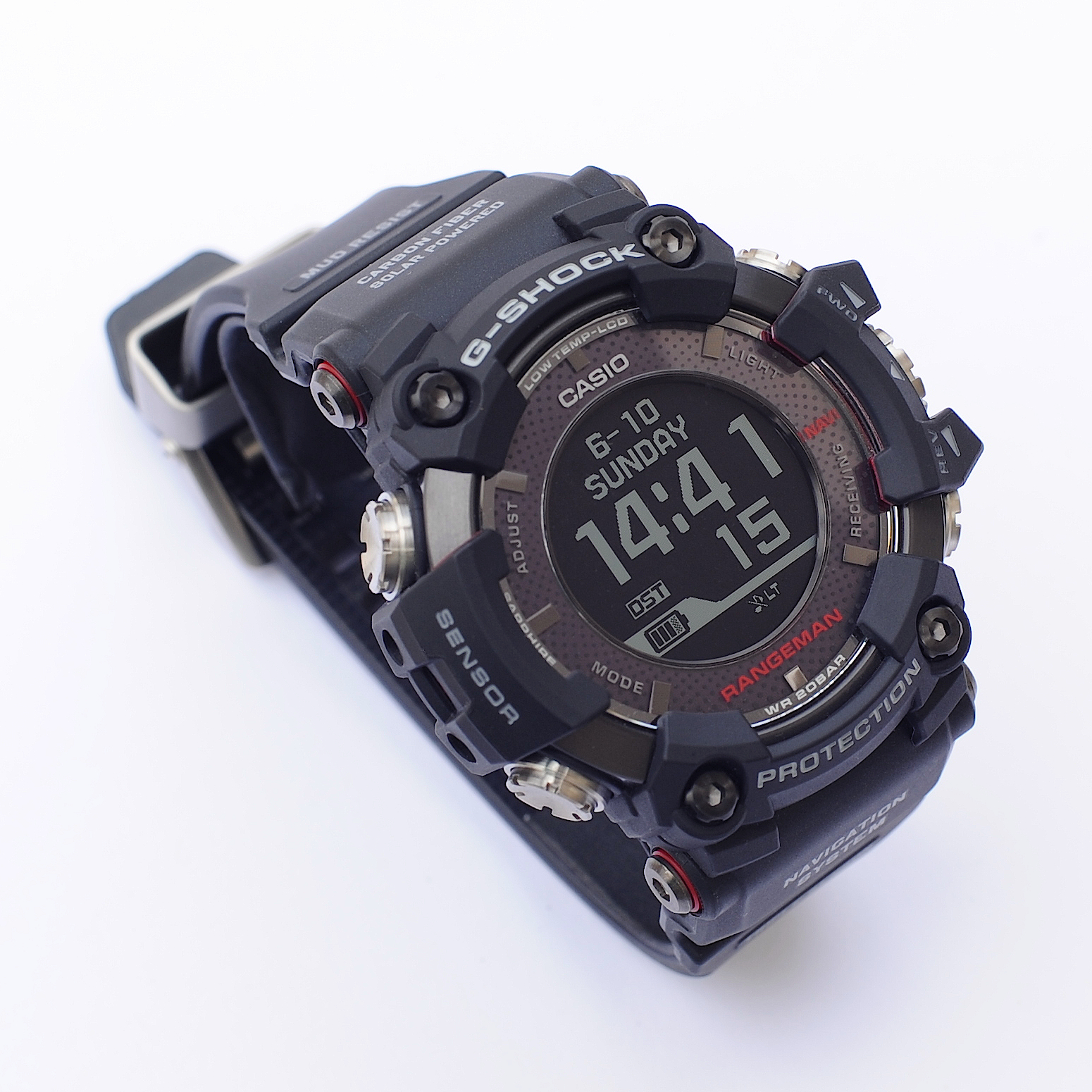
Relógio Casio G-Shock.

G-Shock é uma marca de relógios conhecida pela alta resistência a impactos e a vibrações fortes. O primeiro G-Shock, modelo DW-5000C, foi projetado pelo engenheiro Kikuo Ibe e foi lançado em abril de 1983. Esses relógios tem bateria de longa duração, são todos à prova d’água 200 metros e projetados para suportar quedas de 10 metros de altura. São robustos e, por isso, são chamados de inquebráveis. A marca inclui linhas coloridas e edições especiais, tornando os relógios também itens de coleção. A linha está ligada ao esporte, à moda, à música e à arte. Por isso atrai muitos fãs de diferentes tribos, como pessoas que gostam de skate, bike e esportes radicais. Simpatizantes que gostam da cultura urbana ligadas a diferentes aspectos. Neste sentido, o G-Shock cresceu tanto no mundo, que a Casio criou o evento Shock the World, como forma de unir os amantes desta linha, para curtirem shows, performances e ficarem por dentro do que acontece com a marca.
Com o crescimento da demanda do relógio G-Shock, a empresa criou o evento Shock the World. Esse mesmo evento corre alguns países no mundo, reunindo tribos simpatizantes da marca. Normalmente são pessoas que gostam de esportes. No evento os consumidores ficam por dentro do que acontece com a marca e com os lançamentos próximos. O intuito do encontro é reunir tanto moda quanto cultura e arte. 

No site especial do G-Shock há mais informações.

#### Baby-G
Baby-G é um relógio versão feminina da marca de relógios G-Shock. O primeiro modelo Baby-G foi lançado em dezembro de 1994 para atender o público feminino que se identificava com os modelos G-Shock. Os modelos de relógio da linha Baby-G tem design contemporâneo e estão disponíveis em cores variadas, e ainda carregam a estrutura à prova de choques e resistência à água igual ao G-Shock. Dentre suas linhas, destacam-se BGA-200, BDG-120P, BG-169R e BGA-114.

#### Edifice

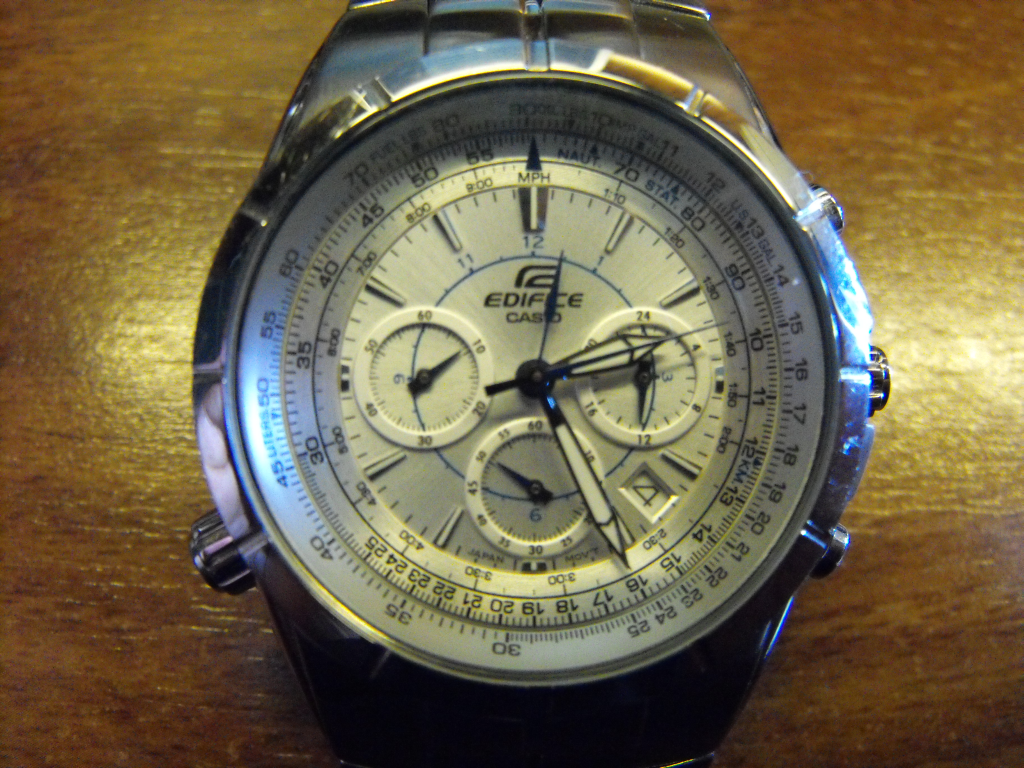
Relógio da linha Edifice.

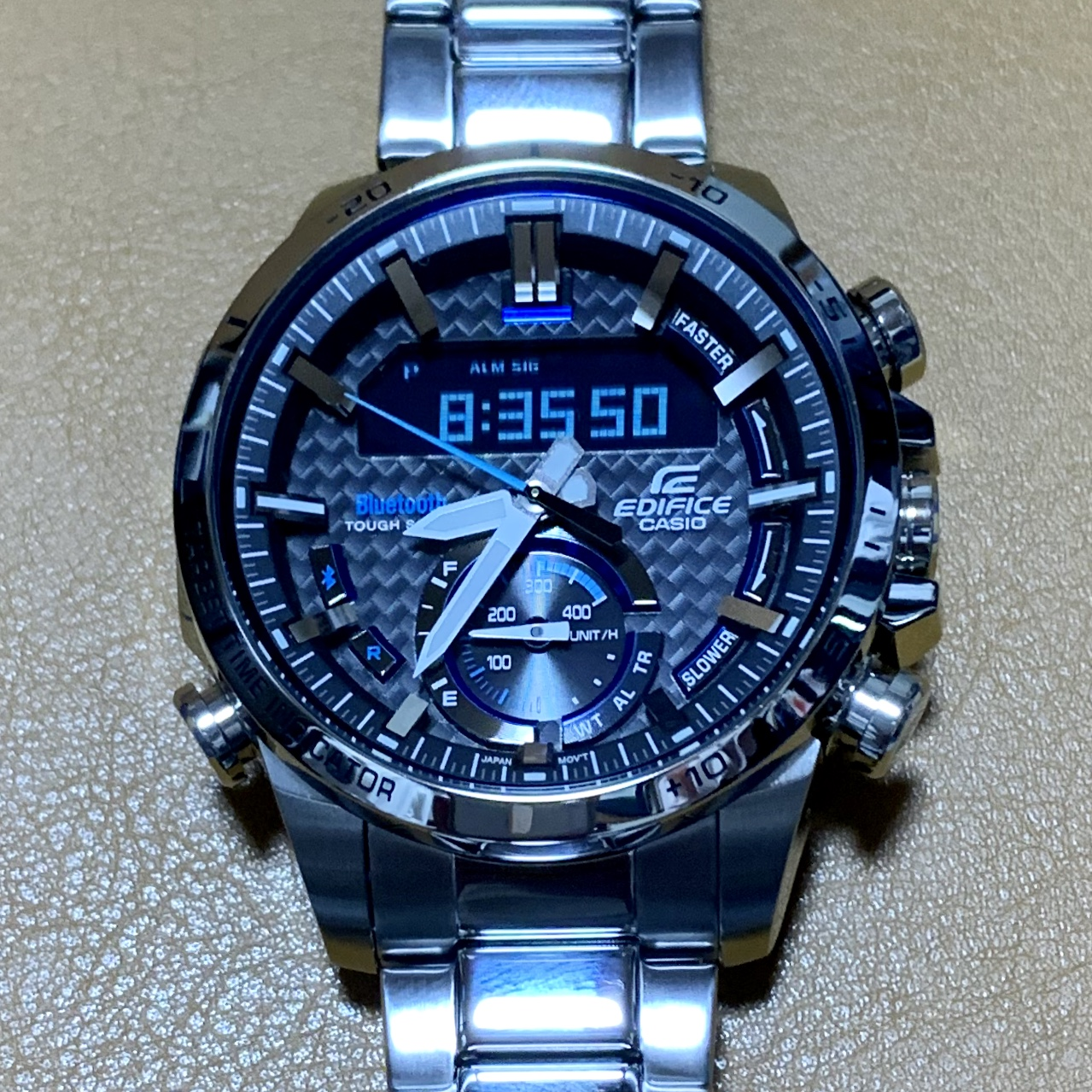
Edifice ECB-800D-1A

Edifice é uma linha de relógios analógicos de metal diferenciados da empresa Casio, desenvolvidos para os padrões da Fórmula 1. A linha de relógios Edifice agrega tecnologia e design elegante com conceito e padrões para um público mais adulto e executivo. 

A Casio, através da linha Edifice é parceira e desenvolve anualmente edições especiais e limitadas com a escuderia Red Bull Racing de F-1 e patrocina equipe e os pilotos Sebastian Vettel, tetracampeão mundial de F1 e Mark Webber.

#### Sheen
Sheen é uma linha feminina mais sofisticada de relógios da empresa Casio. É elegante e delicada. Utiliza uma seleção de materiais e mostradores com pedras, brilho e muita feminilidade. 

Na linha Sheen, destacam-se SHN-5010, SHN-3016 e SHN-5012L.

#### Pro Trek
A linha de relógios Pro Trek, é voltada para praticantes e amantes dos esportes radicais extremos e aventuras ao ar livre. Os modelos de relógio Pro Trek possuem sensores para monitorar fatores climáticos e naturais, como barômetro, termômetro e altímetro, além de bússola e gráfico de altitude. 

Na linha Pro-Trek, destacam-se PRG-500 e PRG-200.

### Instrumentos Eletrônicos Musicais
A Casio também possui produção de instrumentos eletrônicos musicais, como pianos digitais, teclados e baterias digitais. As marcas conhecidas são: Privia e Celviano.

#### Instrumentos Musicais
Em 1980 a empresa lançou o Casiotone 201, o seu primeiro teclado eletrônico. O aparelho compacto reproduzia os sons de vários instrumentos, sendo vendido mundialmente. Em seguida, desenvolveu vários recursos que somente foram possíveis com uso da tecnologia de instrumentos digitais. Isso inclui auto acompanhamento com um toque, capacidade de memória para gravação e reprodução de músicas, reprodução automática, função guia de melodia para orientar os usuários durante a reprodução de uma música, iluminando as teclas e tecnologia de "amostras" para a gravação de sons a serem usados como fontes. A Casio também expandiu a classe de instrumentos para pessoas que gostam de criar música, lançando baterias, guitarras e instrumentos de sopro digitais. Além dos teclados eletrônicos, nos últimos anos, a empresa tem lançado pianos digitais.

### Calculadoras
Lançada em 1957, a calculadora 14-A se posicionou no mercado com seu novo e revolucionário formato, usando 342 relés elétricos que efetuavam operações de adição, subtração, multiplicação e divisão com até 14 dígitos.
Em setembro de 1965, a empresa lançou a 001, a primeira calculadora eletrônica do mundo com função de memória. No ano seguinte, começa a exportar para os Estados Unidos e Europa, iniciando sua caminhada rumo ao mercado global. As calculadoras Casio foram bem recebidas em todo o mundo, e sua produção total alcançou a marca de 100.000 unidades em 1969. 
Na segunda metade dos anos de 1960, houve uma grande explosão no número de fabricantes de calculadoras a despontar no mercado. Em seu ápice, esse número chegou a 50 fabricantes, criando-se assim uma competição acirrada, e a partir dai o termo “guerra das calculadoras” cunhou-se. Contudo, essa concorrência estava confinada ao limitado mercado de calculadoras para escritório. Em agosto de 1972, a empresa lançou a Casio Mini, que era vendida pelo preço de 12.800 ienes, um valor ousado que objetivava mantê-la acessível ao público em geral. A Casio Mini foi um estouro de vendas, atingindo a marca de 1 milhão de unidades em 10 meses. 
Em 1974 as vendas de calculadoras em âmbito mundial chegaram a 10 milhões. Esse foi o momento da grande virada — a concorrência de preços entre os fabricantes de calculadoras chegou a seu clímax, e uma após a outra, as empresas foram abandonando o mercado. No momento seguinte, o mercado entra de cabeça no desenvolvimento de produtos menores e mais compactos. Em 1983, a Casio desenvolveu a SL-800, tão fina quanto um cartão de crédito: 0,8 mm de espessura. Isso pôs fim à corrida pela “menor e mais compacta”. O número total de calculadoras vendidas chega a 100 milhões de unidades em 1980. 

Após atingir sua meta máxima em espessura mínima ao criar a SL-800, a companhia segue a tendência do mercado e concentra seus esforços em funcionalidade. Em 1985, a Casio desenvolveu a fx-7000G, a primeira calculadora científica a oferecer funcionalidade gráfica. Em 2004, a empresa desenvolveu uma calculadora científica capaz de exibir frações, raiz quadrada e outros símbolos usados nos livros. Em 31 de dezembro de 2006 a empresa atingiu 1 bilhão de calculadoras vendidas. 

### Etiquetadoras
A empresa fabricou 60 etiquetadoras que proporcionam a criação de etiquetas atraentes e chamativas para várias finalidades, como organização de instalações de plantas industriais, pastas de escritórios, materiais de laboratórios, fotos em casa e etc. Há modelos mais básicos que oferecem 1 linha com 4 dígitos até modelos com 4 linhas e 16 dígitos. 

### Dicionário Eletrônicos

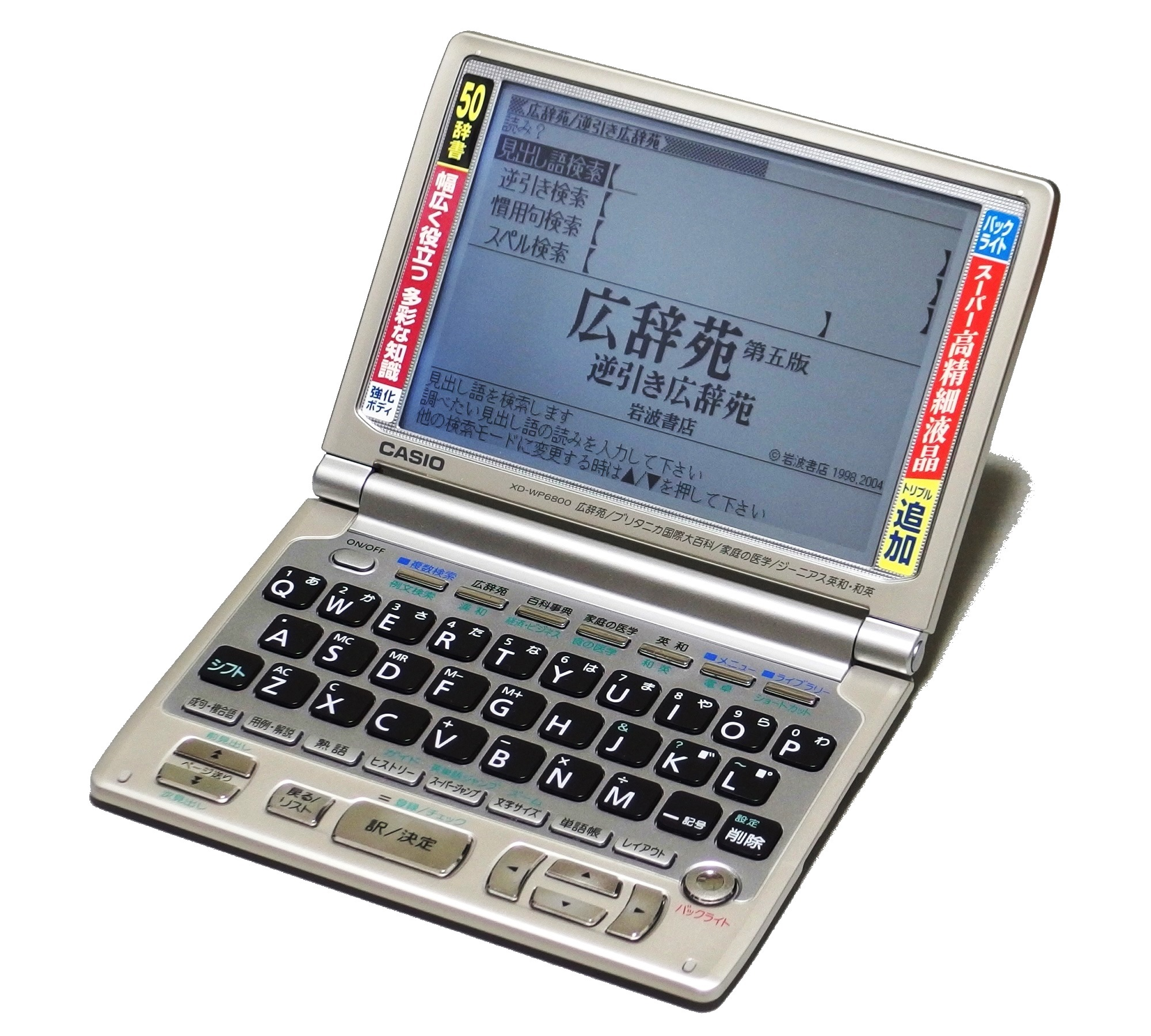
Dicionário eletrônico Casio.

A empresa também criou e produziu modelos de dicionários eletrônicos que são úteis no dia a dia. Possui modelos básicos até avançados com até 12 dicionários instalados. Telas de LCD permitem visualizar figuras com cores vivas. O modelo mais avançado também permite a reprodução de voz.

### Projetores
A Casio possui em seu portfolio de projetores quatro diferentes linhas. São elas: Green Slim, Standard, Short-throw e PRO. Todas as linhas são ecologicamente sustentáveis devido à ausência de mercúrio na fonte de luz. 

A empresa usufrui também do sistema óptico DLP - Processamento Digital de luz (Digital Light Processing) da fabricante Texas Instruments, com tipo de projeção DMD - Dispositivo Microespelhado Digital ou Digital Micromirror Device (DMD). A geração da imagem ocorre através de micro espelhos ativados por semicondutores. 

A fonte de luz desses projetores tem vida útil de 20 mil horas e não desenvolvem degradação de brilho ou da intensidade da luz, segundo o fabricante. A fonte de luz híbrida de Laser e o LED é uma tecnologia desenvolvida e patenteada pela empresa. Os aparelhos apresentam longa durabilidade e reproduzem vastos espectros de luz com projeções de 2500 a 4000 lumens.

### Celulares

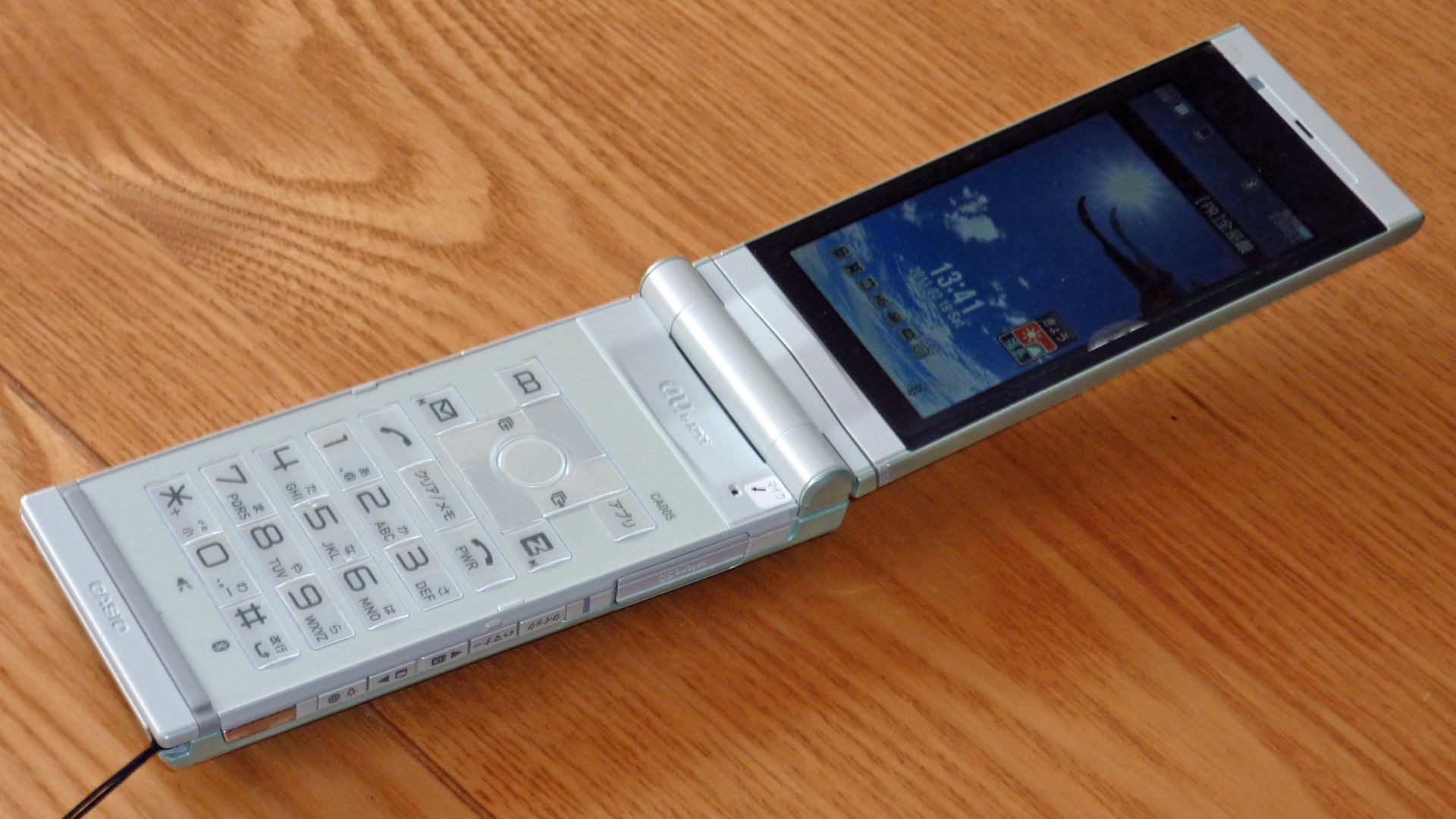
Celular da Casio.

A Casio começou a produzir celulares em 1995 com o PH-100 no Japão, em 2002 lançou seu primeiro celular com câmera, em 2004 fez uma joint venture com a Hitachi, em 2010 a divisão de celulares foi integrada a NEC.

### A fonte de luz hibrida de Laser e LED
As lampadas de alta pressão de mercúrio utilizadas no mercado de projetores possuem menor custo de fabricação e possuem vida útil de 2 mil horas com degradação de brilho e intensidade da luz. A fonte de luz híbrida de laser e LED possui alto custo de fabricação, porém possui durabilidade de 20 mil horas (o que são 15 anos de utilização de 220 dias por ano a 6 horas por dia) e quando ativa o DMD - Dispositivo Microespelhado Digital reproduz diferente spectro de cores devido maior gama de comprimentos de onda dos feixes de luz gerados pelo Laser e pelo LED conforme spectro de cores gerados pela fonte híbrida e pela fonte de luz com mercúrio.

## Tópicos relevantes
- Tecnologia HDR Art

Essa tecnologia pertence ao segmento de câmeras Casio – Exilim. É um efeito que pode ser dado no momento da do clique que atribui à imagem uma ideia de arte. Isso acontece com a exposição saturada das cores e dos planos na imagem. Algumas câmeras possuem a opção direta para o efeito, como HDR-100 e HDR 200. HDR vem do inglês e significa High Definition Resolution.
- Evento Shock the World

Com o crescimento da demanda do relógio G-Shock, a empresa criou o evento Shock the World. Esse mesmo evento corre alguns países no mundo, reunindo tribos simpatizantes da marca. Normalmente são pessoas que gostam de esportes. No evento os consumidores ficam por dentro do que acontece com a marca e com os lançamentos próximos. O intuito do encontro é reunir tanto moda quanto cultura e arte.
No site especial do G-Shock há mais informações.
- Edifice & Red Bull Racing

A Casio é parceira da Red Bull Racing através do relógio Edifice. Este relógio analógico de metal foi desenvolvido para os padrões da Fórmula 1. A estratégia de corridas desafiadoras e experientes com tecnologia de última geração junto com o conceito de Velocidade e Inteligência deram espaço para essa parceria, iniciada em 2009. Os dois pilotos oficiais do relógio são Sebastian Vettel e Mark Webber.
- Casio WEW (World Wide Education)